# Torneo Apertura 2019 (Uruguay)
El Torneo Apertura 2019 constituyó el primer certamen del 116.º Campeonato de Primera División del fútbol uruguayo organizado por la AUF. El torneo fue nombrado Sr. Juan Lazaroff en honor a quien fuera jugador, dirigente y presidente honorario de Danubio.

## Participantes

### Información de equipos
Un total de 16 equipos disputaron el campeonato, incluyendo 13 equipos de la Primera División de Uruguay 2018 y tres ascendidos desde la Segunda División de Uruguay 2018.
Todos los datos estadísticos corresponden únicamente a los Campeonatos Uruguayos organizados por la Asociación Uruguaya de Fútbol, no se incluyen los torneos de la FUF de 1923, 1924 ni el Torneo del Consejo Provisorio 1926 en las temporadas contadas. Las fechas de fundación de los equipos son las declaradas por los propios clubes implicados. A su vez, la columna "estadio" refleja el estadio dónde el equipo más veces oficia de local en sus partidos, pero no indica que el equipo en cuestión sea propietario del mismo.
| Equipo               | Ciudad                 | Estadio                      | Capacidad | Fundación                | Temporadas | Temp. Consecutivas | Títulos | Subtítulos | 2018 |
| -------------------- | ---------------------- | ---------------------------- | --------- | ------------------------ | ---------- | ------------------ | ------- | ---------- | ---- |
| Peñarol              | Montevideo             | Campeón del Siglo            | 40 005    | 28 de septiembre de 1891 | 113        | 90                 | 50      | 40         | 1°   |
| Nacional             | Montevideo             | Gran Parque Central          | 34 000    | 14 de mayo de 1899       | 114        | 114                | 46      | 44         | 2°   |
| Danubio              | Montevideo             | María Mincheff de Lazaroff   | 18 000    | 1 de marzo de 1932       | 69         | 49                 | 4       | 3          | 3°   |
| Defensor Sporting    | Montevideo             | Luis Franzini                | 16 000    | 15 de marzo de 1913      | 92         | 54                 | 4       | 8          | 4°   |
| Cerro                | Montevideo             | Luis Tróccoli                | 25 000    | 1 de diciembre de 1922   | 73         | 12                 | —       | 1          | 5°   |
| Montevideo Wanderers | Montevideo             | Parque Alfredo Víctor Viera  | 15 000    | 15 de agosto de 1902     | 102        | 19                 | 3       | 8          | 6°   |
| River Plate          | Montevideo             | Parque Federico Omar Saroldi | 5.165     | 11 de mayo de 1932       | 70         | 15                 | —       | 1          | 7°   |
| Liverpool            | Montevideo             | Belvedere                    | 8 384     | 15 de febrero de 1915    | 77         | 4                  | —       | —          | 8°   |
| Progreso             | Montevideo             | Abraham Paladino             | 5 400     | 30 de abril de 1917      | 22         | 2                  | 1       | —          | 9°   |
| Racing               | Montevideo             | Parque Osvaldo Roberto       | 8 500     | 6 de abril de 1919       | 52         | 11                 | —       | —          | 10°  |
| Fenix                | Montevideo             | Parque Capurro               | 5 500     | 7 de julio de 1916       | 37         | 10                 | —       | —          | 11°  |
| Boston River         | Florida                | Campeones Olímpicos          | 7 000     | 20 de febrero de 1939    | 3          | 3                  | —       | —          | 12°  |
| Rampla Juniors       | Montevideo             | Olímpico                     | 6 000     | 7 de enero de 1914       | 70         | 3                  | 1       | 5          | 13°  |
| Juventud             | Las Piedras            | Parque Artigas               | 12 000    | 24 de diciembre de 1935  | 12         | 1                  | —       | —          |      |
| Cerro Largo          | Melo                   | Ubilla                       | 10.000    | 19 de noviembre de 2002  | 5          | 1                  | —       | —          |      |
| Plaza Colonia        | Colonia del Sacramento | Suppici                      | 15 000    | 22 de abril de 1917      | 9          | 1                  | —       | —          |      |

## Clasificación

### Tabla de posiciones
|                                          | Pos. | Equipos           | PJ | PG | PE | PP | GF | GC | Dif. | Puntos |
| ---------------------------------------- | ---- | ----------------- | -- | -- | -- | -- | -- | -- | ---- | ------ |
|                                          | 1º   | Peñarol (C)       | 15 | 9  | 4  | 2  | 27 | 11 | +16  | 31     |
|                                          | 2º   | Fénix             | 15 | 8  | 4  | 3  | 36 | 26 | +10  | 28     |
|                                          | 3º   | Nacional          | 15 | 7  | 6  | 2  | 32 | 17 | +15  | 27     |
|                                          | 4º   | Cerro Largo       | 15 | 8  | 3  | 4  | 23 | 12 | +11  | 27     |
|                                          | 5º   | Danubio           | 15 | 8  | 3  | 4  | 22 | 17 | +5   | 27     |
|                                          | 6º   | Wanderers         | 15 | 6  | 5  | 4  | 22 | 22 | 0    | 23     |
|                                          | 7º   | Progreso          | 15 | 6  | 4  | 5  | 26 | 25 | +1   | 22     |
|                                          | 8º   | Liverpool         | 15 | 5  | 5  | 5  | 29 | 29 | 0    | 20     |
|                                          | 9°   | Boston River      | 15 | 5  | 5  | 5  | 18 | 22 | -4   | 20     |
|                                          | 10º  | Rampla Juniors    | 15 | 5  | 3  | 7  | 16 | 23 | -7   | 18     |
|                                          | 11°  | Defensor Sporting | 15 | 4  | 4  | 7  | 21 | 27 | -6   | 16     |
|                                          | 12°  | Racing            | 15 | 4  | 3  | 8  | 20 | 30 | -10  | 15     |
|                                          | 13º  | Juventud          | 15 | 4  | 2  | 9  | 21 | 22 | -1   | 14     |
|                                          | 14º  | Plaza Colonia     | 15 | 3  | 5  | 7  | 15 | 21 | -6   | 14     |
|                                          | 15º  | River Plate       | 15 | 3  | 5  | 7  | 14 | 29 | -15  | 14     |
|                                          | 16º  | Cerro             | 15 | 3  | 3  | 9  | 14 | 23 | -9   | 12     |
| Última actualización: 2 de junio de 2019 |      |                   |    |    |    |    |    |    |      |        |

|  | Campeón del Torneo Apertura y clasificado a la semifinal del Campeonato Uruguayo. |

### Evolución de la clasificación
| Jornada / Equipo     | 1  | 2  | 3  | 4  | 5  | 6  | 7  | 8  | 9  | 10 | 11 | 12 | 13 | 14 | 15 |
| Jornada / Equipo     |    |    |    |    |    |    |    |    |    |    |    |    |    |    |    |
| -------------------- | -- | -- | -- | -- | -- | -- | -- | -- | -- | -- | -- | -- | -- | -- | -- |
| Peñarol              | 5  | 1  | 1  | 1  | 2  | 2  | 2  | 2  | 1  | 1  | 1  | 1  | 1  | 1  | 1  |
| Defensor Sporting    | 14 | 14 | 10 | 12 | 16 | 16 | 16 | 15 | 15 | 14 | 12 | 12 | 12 | 13 | 11 |
| Nacional             | 8  | 12 | 12 | 11 | 15 | 11 | 7  | 5  | 7  | 7  | 6  | 7  | 4  | 3  | 3  |
| Montevideo Wanderers | 8  | 5  | 8  | 7  | 6  | 6  | 5  | 6  | 4  | 5  | 4  | 6  | 3  | 6  | 6  |
| Cerro                | 1  | 8  | 9  | 9  | 12 | 15 | 15 | 16 | 16 | 16 | 16 | 16 | 16 | 16 | 16 |
| Boston River         | 6  | 7  | 5  | 5  | 7  | 7  | 8  | 10 | 10 | 8  | 10 | 9  | 8  | 8  | 9  |
| Rampla Juniors       | 12 | 16 | 16 | 13 | 14 | 10 | 13 | 11 | 11 | 11 | 9  | 8  | 10 | 10 | 10 |
| Danubio              | 16 | 9  | 6  | 6  | 4  | 5  | 4  | 4  | 6  | 6  | 5  | 3  | 7  | 5  | 5  |
| River Plate          | 8  | 4  | 7  | 8  | 9  | 8  | 10 | 14 | 14 | 15 | 15 | 15 | 13 | 14 | 15 |
| Racing               | 15 | 15 | 14 | 16 | 13 | 13 | 11 | 13 | 9  | 10 | 11 | 11 | 11 | 11 | 12 |
| Fénix                | 4  | 6  | 4  | 2  | 1  | 1  | 1  | 1  | 2  | 2  | 2  | 2  | 2  | 2  | 2  |
| Liverpool            | 8  | 10 | 11 | 15 | 8  | 12 | 9  | 7  | 8  | 9  | 8  | 10 | 9  | 9  | 8  |
| Progreso             | 3  | 3  | 3  | 3  | 5  | 4  | 6  | 8  | 5  | 4  | 7  | 5  | 6  | 7  | 7  |
| Cerro Largo          | 2  | 2  | 2  | 4  | 3  | 3  | 3  | 3  | 3  | 3  | 3  | 4  | 5  | 4  | 4  |
| Juventud             | 13 | 13 | 15 | 10 | 11 | 9  | 12 | 9  | 12 | 12 | 13 | 13 | 14 | 12 | 13 |
| Plaza Colonia        | 6  | 11 | 13 | 14 | 10 | 14 | 14 | 12 | 13 | 13 | 14 | 14 | 15 | 15 | 14 |

### Fixture[15]
| Juventud          | 1:2 | Fénix         | Parque Artigas          | 16 de febrero | 17:00 | Yimmy Álvarez      |
| Rampla Juniors    | 3:4 | Progreso      | Olímpico                | 16 de febrero | 17:00 | Diego Dunajec      |
| Liverpool         | 1:1 | Nacional      | Belvedere               | 16 de febrero | 17:00 | Andrés Matonte     |
| Wanderers         | 1:1 | River Plate   | Parque Alfredo V. Viera | 16 de febrero | 19:30 | Andrés Cunha       |
| Boston River      | 2:2 | Plaza Colonia | Complejo Rentistas      | 17 de febrero | 17:00 | Federico Modernell |
| Racing            | 1:3 | Cerro         | Parque Osvaldo Roberto  | 17 de febrero | 17:00 | Jonathan Fuentes   |
| Cerro Largo       | 2:0 | Danubio       | Antonio Ubilla          | 17 de febrero | 17:00 | Gustavo Tejera     |
| Defensor Sporting | 0:1 | Peñarol       | Luis Franzini           | 17 de febrero | 19:30 | Daniel Fedorczuk   |

| River Plate       | 4:1 | Racing         | Parque Saroldi      | 23 de febrero | 17:00 | Daniel Fedorczuk   |
| Cerro             | 0:1 | Boston River   | Luis Tróccoli       | 23 de febrero | 17:00 | Andrés Cunha       |
| Plaza Colonia     | 0:1 | Danubio        | Parque Juan Prandi  | 23 de febrero | 17:00 | Fernando Falce     |
| Peñarol           | 5:0 | Rampla Juniors | Campeón del Siglo   | 23 de febrero | 20:00 | Esteban Ostojich   |
| Fénix             | 4:4 | Liverpool      | Parque Capurro      | 24 de febrero | 17:00 | Gustavo Tejera     |
| Progreso          | 1:0 | Juventud       | Abraham Paladino    | 24 de febrero | 17:00 | Pablo Giménez      |
| Defensor Sporting | 0:3 | Cerro Largo    | Luis Franzini       | 24 de febrero | 19:30 | Andrés Matonte     |
| Nacional          | 1:4 | Wanderers      | Gran Parque Central | 26 de febrero | 20:00 | Christian Ferreyra |

| Cerro Largo    | 1:0 | Plaza Colonia     | Antonio Ubilla          | 1 de marzo | 21:00 | Óscar Rojas        |
| Liverpool      | 3:5 | Progreso          | Belvedere               | 2 de marzo | 16:30 | Esteban Ostojich   |
| Racing         | 1:1 | Nacional          | Parque Osvaldo Roberto  | 2 de marzo | 16:30 | Leodán González    |
| Boston River   | 2:0 | River Plate       | Complejo Rentistas      | 3 de marzo | 16:30 | Diego Riveiro      |
| Danubio        | 1:0 | Cerro             | Jardines del Hipódromo  | 3 de marzo | 16:30 | Antonio Garcia     |
| Rampla Juniors | 0:2 | Defensor Sporting | Olímpico                | 3 de marzo | 16:30 | Andrés Cunha       |
| Peñarol        | 4:1 | Juventud          | Campeón del Siglo       | 3 de marzo | 19:00 | Christian Ferreyra |
| Wanderers      | 0:2 | Fénix             | Parque Alfredo V. Viera | 3 de marzo | 20:30 | Daniel Fedorczuk   |

| Defensor Sporting | 1:4 (enlace roto disponible en Internet Archive; véase el historial, la primera versión y la última). | Juventud      | Luis Franzini       | 9 de marzo  | 16:30 | Federico Lovesio   |
| Progreso          | 2:2 (enlace roto disponible en Internet Archive; véase el historial, la primera versión y la última). | Wanderers     | Abraham Paladino    | 9 de marzo  | 16:30 | Federico Modernell |
| Cerro             | 1:1 (enlace roto disponible en Internet Archive; véase el historial, la primera versión y la última). | Plaza Colonia | Luis Tróccoli       | 9 de marzo  | 16:30 | Claudia Umpiérrez  |
| Nacional          | 2:2 (enlace roto disponible en Internet Archive; véase el historial, la primera versión y la última). | Boston River  | Gran Parque Central | 9 de marzo  | 19:00 | Esteban Ostojich   |
| Fénix             | 2:0 (enlace roto disponible en Internet Archive; véase el historial, la primera versión y la última). | Racing        | Parque Capurro      | 10 de marzo | 16:30 | Andrés Cunha       |
| River Plate       | 1:1                                                                                                   | Danubio       | Parque Saroldi      | 10 de marzo | 16:30 | Andrés Matonte     |
| Rampla Juniors    | 2:1 (enlace roto disponible en Internet Archive; véase el historial, la primera versión y la última). | Cerro Largo   | Olímpico            | 10 de marzo | 16:30 | Daniel Rodríguez   |
| Peñarol           | 1:0 (enlace roto disponible en Internet Archive; véase el historial, la primera versión y la última). | Liverpool     | Campeón del Siglo   | 10 de marzo | 19:00 | Leodán González    |

| Boston River  | 1:3 (enlace roto disponible en Internet Archive; véase el historial, la primera versión y la última). | Fénix             | Complejo Rentistas     | 16 de marzo | 16:30 | Andrés Matonte   |
| Liverpool     | 6:2 (enlace roto disponible en Internet Archive; véase el historial, la primera versión y la última). | Defensor Sporting | Belvedere              | 16 de marzo | 16:30 | Jonathan Fuentes |
| Danubio       | 2:0 (enlace roto disponible en Internet Archive; véase el historial, la primera versión y la última). | Nacional          | Jardines del Hipódromo | 16 de marzo | 16:30 | Andrés Cunha     |
| Cerro Largo   | 4:1 (enlace roto disponible en Internet Archive; véase el historial, la primera versión y la última). | Cerro             | Antonio Ubilla         | 16 de marzo | 19:30 | Pablo Giménez    |
| Plaza Colonia | 1:0 (enlace roto disponible en Internet Archive; véase el historial, la primera versión y la última). | River Plate       | Parque Juan Prandi     | 17 de marzo | 16:30 | Leodán González  |
| Racing        | 3:0 (enlace roto disponible en Internet Archive; véase el historial, la primera versión y la última). | Progreso          | Parque Osvaldo Roberto | 17 de marzo | 16:30 | Federico Arman   |
| Juventud      | 1:1 (enlace roto disponible en Internet Archive; véase el historial, la primera versión y la última). | Rampla Juniors    | Parque Artigas         | 17 de marzo | 16:30 | Daniel Fedorczuk |
| Wanderers     | 2:0 (enlace roto disponible en Internet Archive; véase el historial, la primera versión y la última). | Peñarol           | Centenario             | 17 de marzo | 19:30 | Gustavo Tejera   |

| Rampla Juniors    | 2:0                                                                                                   | Liverpool     | Olímpico            | 23 de marzo | 16:00 | Fernando Falce     |
| Fénix             | 5:1 (enlace roto disponible en Internet Archive; véase el historial, la primera versión y la última). | Danubio       | Parque Capurro      | 23 de marzo | 16:00 | Daniel Fedorczuk   |
| Peñarol           | 2:2                                                                                                   | Racing        | Campeón del Siglo   | 23 de marzo | 19:00 | Diego Riveiro      |
| Progreso          | 1:1                                                                                                   | Boston River  | Abraham Paladino    | 24 de marzo | 16:00 | Yimmy Álvarez      |
| River Plate       | 2:1                                                                                                   | Cerro         | Parque Saroldi      | 24 de marzo | 16:00 | Christian Ferreyra |
| Juventud          | 1:0                                                                                                   | Cerro Largo   | Parque Artigas      | 24 de marzo | 16:00 | Leodán González    |
| Defensor Sporting | 1:1                                                                                                   | Wanderers     | Luis Franzini       | 24 de marzo | 16:00 | Esteban Ostojich   |
| Nacional          | 3:0                                                                                                   | Plaza Colonia | Gran Parque Central | 24 de marzo | 16:00 | Óscar Rojas        |

| Cerro         | 0:2 | Nacional          | Luis Tróccoli           | 30 de marzo | 16:00 | Daniel Rodríguez   |
| Liverpool     | 2:1 | Juventud          | Belvedere               | 30 de marzo | 16:00 | Diego Dunajec      |
| Cerro Largo   | 2:0 | River Plate       | Antonio Ubilla          | 30 de marzo | 19:00 | Gustavo Tejera     |
| Boston River  | 0:4 | Peñarol           | Centenario              | 30 de marzo | 19:00 | Andrés Cunha       |
| Danubio       | 3:2 | Progreso          | Jardines del Hipódromo  | 31 de marzo | 16:00 | Leodán González    |
| Racing        | 4:2 | Defensor Sporting | Parque Osvaldo Roberto  | 31 de marzo | 16:00 | Daniel Fedorczuk   |
| Wanderers     | 1:0 | Rampla Juniors    | Parque Alfredo V. Viera | 31 de marzo | 16:00 | Christian Ferreyra |
| Plaza Colonia | 2:2 | Fénix             | Parque Juan Prandi      | 31 de marzo | 16:00 | Esteban Ostojich   |

| Rampla Juniors    | 2:0                                                                                                   | Racing        | Olímpico            | 6 de abril | 15:00 | Antonio García     |
| Juventud          | 4:1                                                                                                   | Wanderers     | Parque Artigas      | 6 de abril | 16:00 | Federico Lovesio   |
| Nacional          | 6:0                                                                                                   | River Plate   | Gran Parque Central | 6 de abril | 16:00 | Esteban Ostojich   |
| Peñarol           | 1:0 (enlace roto disponible en Internet Archive; véase el historial, la primera versión y la última). | Danubio       | Campeón del Siglo   | 6 de abril | 19:00 | Christian Ferreyra |
| Liverpool         | 3:2 (enlace roto disponible en Internet Archive; véase el historial, la primera versión y la última). | Cerro Largo   | Belvedere           | 7 de abril | 16:00 | Andrés Cunha       |
| Progreso          | 0:1 (enlace roto disponible en Internet Archive; véase el historial, la primera versión y la última). | Plaza Colonia | Abraham Paladino    | 7 de abril | 16:00 | Daniel Fedorczuk   |
| Fénix             | 2:1 (enlace roto disponible en Internet Archive; véase el historial, la primera versión y la última). | Cerro         | Parque Capurro      | 7 de abril | 16:00 | Gustavo Tejera     |
| Defensor Sporting | 0:0 (enlace roto disponible en Internet Archive; véase el historial, la primera versión y la última). | Boston River  | Luis Franzini       | 7 de abril | 16:00 | Federico Arman     |

| Danubio       | 1:1                                                                                                   | Defensor Sporting | Jardines del Hipódromo  | 13 de abril | 16:00 | Andrés Cunha     |
| Cerro         | 0:2                                                                                                   | Progreso          | Luis Tróccoli           | 13 de abril | 16:00 | Yimmy Álvarez    |
| Plaza Colonia | 0:1 (enlace roto disponible en Internet Archive; véase el historial, la primera versión y la última). | Peñarol           | Prof. Alberto Suppici   | 13 de abril | 19:00 | Andrés Matonte   |
| Wanderers     | 2:1                                                                                                   | Liverpool         | Parque Alfredo V. Viera | 13 de abril | 19:00 | Jonathan Fuentes |
| River Plate   | 2:2 (enlace roto disponible en Internet Archive; véase el historial, la primera versión y la última). | Fénix             | Parque Saroldi          | 14 de abril | 10:00 | Diego Riveiro    |
| Boston River  | 1:1                                                                                                   | Rampla Juniors    | Complejo Rentistas      | 14 de abril | 16:00 | Daniel Rodríguez |
| Racing        | 2:1                                                                                                   | Juventud          | Parque Osvaldo Roberto  | 14 de abril | 16:00 | Gustavo Tejera   |
| Cerro Largo   | 2:2                                                                                                   | Nacional          | Antonio Ubilla          | 14 de abril | 21:00 | Daniel Fedorczuk |

| Rampla Juniors    | 0:0                                                                                                   | Danubio       | Olímpico                | 20 de abril | 16:00 | Andrés Matonte     |
| Progreso          | 4:0                                                                                                   | River Plate   | Abraham Paladino        | 20 de abril | 16:00 | Christian Ferreyra |
| Fénix             | 4:4 (enlace roto disponible en Internet Archive; véase el historial, la primera versión y la última). | Nacional      | Parque Capurro          | 20 de abril | 16:00 | Andrés Cunha       |
| Peñarol           | 1:1 (enlace roto disponible en Internet Archive; véase el historial, la primera versión y la última). | Cerro         | Campeón del Siglo       | 20 de abril | 19:00 | Pablo Giménez      |
| Liverpool         | 1:1                                                                                                   | Racing        | Belvedere               | 21 de abril | 16:00 | Esteban Ostojich   |
| Juventud          | 0:1                                                                                                   | Boston River  | Parque Artigas          | 21 de abril | 16:00 | Leodán González    |
| Defensor Sporting | 4:1                                                                                                   | Plaza Colonia | Luis Franzini           | 21 de abril | 16:00 | Gustavo Tejera     |
| Wanderers         | 0:0                                                                                                   | Cerro Largo   | Parque Alfredo V. Viera | 23 de abril | 19:00 | Claudia Umpiérrez  |

| River Plate   | 0:2 (enlace roto disponible en Internet Archive; véase el historial, la primera versión y la última). | Peñarol           | Centenario             | 4 de mayo | 15:00 | Daniel Fedorczuk   |
| Plaza Colonia | 0:1                                                                                                   | Rampla Juniors    | Parque Juan Prandi     | 4 de mayo | 15:30 | Federico Arman     |
| Boston River  | 0:4                                                                                                   | Liverpool         | Complejo Rentistas     | 4 de mayo | 15:30 | Federico Modernell |
| Nacional      | 4:0                                                                                                   | Progreso          | Gran Parque Central    | 4 de mayo | 15:30 | Gustavo Tejera     |
| Danubio       | 4:3                                                                                                   | Juventud          | Jardines del Hipódromo | 5 de mayo | 15:30 | Diego Riveiro      |
| Cerro         | 0:2                                                                                                   | Defensor Sporting | Luis Tróccoli          | 5 de mayo | 15:30 | Esteban Ostojich   |
| Racing        | 2:4                                                                                                   | Wanderers         | Parque Osvaldo Roberto | 5 de mayo | 15:30 | Christian Ferreyra |
| Cerro Largo   | 2:0 (enlace roto disponible en Internet Archive; véase el historial, la primera versión y la última). | Fénix             | Antonio Ubilla         | 5 de mayo | 18:00 | Óscar Rojas        |

| Progreso          | 3:0 (enlace roto disponible en Internet Archive; véase el historial, la primera versión y la última). | Fénix         | Abraham Paladino        | 11 de mayo | 13:15 | Andrés Matonte     |
| Juventud          | 0:0 (enlace roto disponible en Internet Archive; véase el historial, la primera versión y la última). | Plaza Colonia | Parque Artigas          | 11 de mayo | 15:30 | Daniel Fedorczuk   |
| Racing            | 1:0 (enlace roto disponible en Internet Archive; véase el historial, la primera versión y la última). | Cerro Largo   | Parque Osvaldo Roberto  | 11 de mayo | 15:30 | Gustavo Tejera     |
| Liverpool         | 0:5 (enlace roto disponible en Internet Archive; véase el historial, la primera versión y la última). | Danubio       | Belvedere               | 11 de mayo | 15:30 | Leodán González    |
| Rampla Juniors    | 2:0 (enlace roto disponible en Internet Archive; véase el historial, la primera versión y la última). | Cerro         | Olímpico                | 11 de mayo | 15:30 | Christian Ferreyra |
| Defensor Sporting | 1:1 (enlace roto disponible en Internet Archive; véase el historial, la primera versión y la última). | River Plate   | Luis Franzini           | 11 de mayo | 15:30 | Antonio García     |
| Wanderers         | 0:3 (enlace roto disponible en Internet Archive; véase el historial, la primera versión y la última). | Boston River  | Parque Alfredo V. Viera | 11 de mayo | 15:30 | Fernando Falce     |
| Peñarol           | 1:1 (enlace roto disponible en Internet Archive; véase el historial, la primera versión y la última). | Nacional      | Campeón del Siglo       | 12 de mayo | 15:00 | Esteban Ostojich   |

| Cerro         | 1:0 (enlace roto disponible en Internet Archive; véase el historial, la primera versión y la última). | Juventud          | Luis Tróccoli          | 18 de mayo | 15:30 | Diego Dunajec      |
| Danubio       | 0:2 (enlace roto disponible en Internet Archive; véase el historial, la primera versión y la última). | Wanderers         | Jardines del Hipódromo | 18 de mayo | 15:30 | Gustavo Tejera     |
| River Plate   | 2:1 (enlace roto disponible en Internet Archive; véase el historial, la primera versión y la última). | Rampla Juniors    | Parque Saroldi         | 18 de mayo | 15:30 | Esteban Ostojich   |
| Plaza Colonia | 1:2 (enlace roto disponible en Internet Archive; véase el historial, la primera versión y la última). | Liverpool         | Parque Juan Prandi     | 18 de mayo | 15:30 | Federico Lovesio   |
| Fénix         | 1:2 (enlace roto disponible en Internet Archive; véase el historial, la primera versión y la última). | Peñarol (C)       | Parque Capurro         | 18 de mayo | 15:30 | Christian Ferreyra |
| Cerro Largo   | 0:0 (enlace roto disponible en Internet Archive; véase el historial, la primera versión y la última). | Progreso          | Antonio Ubilla         | 19 de mayo | 15:30 | Jonathan Fuentes   |
| Boston River  | 2:1 (enlace roto disponible en Internet Archive; véase el historial, la primera versión y la última). | Racing            | Complejo Rentistas     | 19 de mayo | 15:30 | Andrés Cunha       |
| Nacional      | 1:0 (enlace roto disponible en Internet Archive; véase el historial, la primera versión y la última). | Defensor Sporting | Gran Parque Central    | 19 de mayo | 18:30 | Andrés Matonte     |

| Juventud          | 4:1 | River Plate   | Parque Artigas          | 25 de mayo | 15:00 | Christian Ferreyra |
| Defensor Sporting | 2:4 | Fénix         | Luis Franzini           | 25 de mayo | 15:00 | Daniel Fedorczuk   |
| Rampla Juniors    | 0:3 | Nacional      | Domingo Burgueño Miguel | 25 de mayo | 15:00 | Jonathan Fuentes   |
| Wanderers         | 2:2 | Plaza Colonia | Parque Alfredo V. Viera | 26 de mayo | 15:30 | Javier Burgos      |
| Boston River      | 2:3 | Cerro Largo   | Complejo Rentistas      | 26 de mayo | 15:30 | Esteban Ostojich   |
| Racing            | 0:2 | Danubio       | Parque Osvaldo Roberto  | 26 de mayo | 15:30 | Andrés Matonte     |
| Peñarol           | 2:2 | Progreso      | Campeón del Siglo       | 26 de mayo | 18:00 | Antonio Garcia     |
| Liverpool         | 2:2 | Cerro         | Belvedere               | 5 de junio | 15:00 | Nicolás Vignolo    |

| Nacional      | 1:0 | Juventud          | Gran Parque Central    | 31 de mayo | 20:00 | Óscar Rojas      |
| Progreso      | 0:3 | Defensor Sporting | Abraham Paladino       | 1 de junio | 15:00 | Andrés Cunha     |
| Plaza Colonia | 4:1 | Racing            | Parque Juan Prandi     | 1 de junio | 15:00 | Gustavo Tejera   |
| Fénix         | 3:1 | Rampla Juniors    | Parque Capurro         | 1 de junio | 15:00 | Daniel Rodríguez |
| Cerro         | 3:0 | Wanderers         | Luis Tróccoli          | 2 de junio | 15:00 | Federico Arman   |
| Danubio       | 1:0 | Boston River      | Jardines del Hipódromo | 2 de junio | 15:00 | Daniel Fedorczuk |
| River Plate   | 0:0 | Liverpool         | Parque Saroldi         | 2 de junio | 15:00 | Pablo Giménez    |
| Cerro Largo   | 1:0 | Peñarol           | Antonio Ubilla         | 2 de junio | 16:00 | Andrés Matonte   |

## Goleadores
| Jugador              | Club         | Goles |
| -------------------- | ------------ | ----- |
| Leonardo Fernández   | Fénix        | 12    |
| Joaquín Zeballos     | Juventud     | 11    |
| Juan Ignacio Ramírez | Liverpool    | 8     |
| Sebastián Sosa       | Cerro Largo  | 8     |
| Rodrigo Pastorini    | Wanderers    | 7     |
| Carlos Grossmüller   | Danubio      | 7     |
| Maximiliano Pérez    | Boston River | 7     |

| Última actualización: 19 de mayo de 2019 |
| Fuente:                                  |